# كاهيدان (ميانكوه)
کاهیدان (بالفارسية: کاهیدان) هي قرية تقع في إيران في Miankuh Rural District. يقدر عدد سكانها بـ 223 نسمة بحسب إحصاء 2016.